# Bolla di replicazione
In biologia molecolare, si definisce bolla di replicazione la struttura che si forma durante la replicazione del DNA in seguito al lavoro delle elicasi e delle topoisomerasi, che aprono il DNA per permetterne il legame con la DNA polimerasi.
Man mano che la replicazione procede, la bolla di replicazione si amplia fino a diventare visibile attraverso tecniche di colorazione e microscopia. Per ogni replicone si forma una sola bolla di replicazione, che si apre bidirezionalmente dall'origine di replicazione. La replicazione del DNA termina quando tutte le bolle di replicazione, fondendosi tra loro, permettono il completo distacco dei due filamenti parentali combinati ora ai due rispettivi filamenti sintetizzati.